# Fornes
Fornes település Spanyolországban, Granada tartományban. Fornes Arenas del Rey, Jayena és Alhama de Granada községekkel határos. Lakosainak száma 531 fő (2024).

## Népesség
| Lakosok száma | 555  | 556  | 534  | 519  | 543  | 531  |
|               | 2019 | 2020 | 2021 | 2022 | 2023 | 2024 |